# جوليا سانتوس سولومون
جوليا سانتوس سولومون (بالإنجليزية: Julia Santos Solomon)‏ هي فنانة أمريكية، ولدت في 1956.